# Evangelii praecones
Evangelii praecones (2 de junho de 1951) foi uma carta encíclica do Papa Pio XII sobre as missões católicas. Nela, ele descreveu as melhorias e mudanças necessárias e a perseguição à Igreja em algumas partes do mundo. A encíclica foi publicada em comemoração ao 25º aniversário da encíclica Rerum ecclesiae, de seu predecessor, o Papa Pio XI.
Às vezes é identificada como a primeira das cinco encíclicas papais publicadas entre 1919 e 1959 que redefiniram o papel missionário da Igreja.

## Progresso feito
Na carta, Pio XII escreveu que, apesar da guerra e de muita turbulência política, os últimos 25 anos foram abençoados com sucesso. Ele afirma ainda que o número de missões católicas aumentou 50%, de 400 para 600; os fiéis passaram de 15 para quase 21 milhões de pessoas, o número de padres nativos e estrangeiros aumentou de 14.800 para 26.800. A carta afirma ainda que há vinte e cinco anos, todos os bispos eram nascidos no estrangeiro e em 1951, 88 bispos eram nacionais do seu país. Por exemplo, no Paquistão e em algumas partes da África, a Hierarquia Eclesiástica foi estabelecida; foram realizados três Concílios Plenários, na Indochina (1934), Austrália (1937) e Índia (1950). Os seminários menores foram grandemente aumentados e fortalecidos. O número dos que estudavam nos seminários maiores, que há 25 anos era de apenas 1.770, agora era de 4.300; além disso, muitos seminários regionais foram construídos.

## Perspectivas futuras
A Igreja nunca viu as missões como um fim em si mesmas. Como Maximum illud (1919) de Bento XV, e Rerum Ecclesiae (1926) de Pio XI, o Papa Pio XII em 1944 viu o fim do trabalho missionário como a medida do sucesso "O propósito magnânimo e nobre que os missionários têm é a propagação de a fé em novas terras, de tal forma que a Igreja nelas se alicerce cada vez mais e, o mais cedo possível, alcance um estágio de desenvolvimento tal que possa continuar a existir e a florescer sem a ajuda de organizações missionárias. Essas organizações missionárias não servem a seus próprios fins, mas é sua tarefa envidar todos os esforços para realizar o elevado propósito que já mencionamos. Quando isso for alcançado, deixe-os se voltar para outros campos." Assim, o sucesso missionário pode ser medido pela redução das atividades missionárias tradicionais e pelo aprimoramento das hierarquias locais.

## Perseguição
O Papa Pio XII respondeu aos ataques e perseguições na China com as seguintes palavras:
Em nossa própria época, há países do Extremo Oriente que estão sendo marcados com o sangue dos mártires. Aprendemos que muitos dos fiéis e também freiras, missionários, padres nativos e até bispos foram expulsos de suas casas, saqueados de seus bens e padecem como exilados ou foram presos, jogados na prisão ou em campos de concentração, ou às vezes cruelmente até a morte, porque eram devotamente apegados à sua fé.
Nosso coração fica dominado pela tristeza quando pensamos nas dificuldades, sofrimento e morte desses nossos amados filhos. Não só os amamos com amor paternal, mas os reverenciamos com veneração paternal, pois sabemos que seu elevado senso de dever às vezes é coroado de martírio. Jesus Cristo, o primeiro mártir, disse: “Se eles me perseguiram, também perseguirão a você”.

## Respeito cultural
O Papa tinha mais um objetivo: a introdução do Evangelho não significa a destruição das culturas locais. Nem todos parecem entender esse ponto. Ele escreveu no Summi Pontificatus que uma apreciação mais profunda das várias civilizações e suas boas qualidades são necessárias para a pregação do Evangelho de Cristo.  E em seu discurso de 1944 aos diretores da Pontifícia Obra Missionária, ele disse:
| “ | O arauto do Evangelho e mensageiro de Cristo é um apóstolo. Seu encargo não exige que ele transplante a civilização e a cultura europeias, e nenhum outro, para solo estrangeiro, lá para criar raízes e se propagar. Sua tarefa em lidar com esses povos, que às vezes se vangloriam de uma cultura muito antiga e altamente desenvolvida, é ensiná-los e formá-los para que estejam prontos para aceitar de forma prática os princípios da vida cristã e da moralidade; princípios, devo acrescentar, que se encaixam em qualquer cultura, desde que seja bom e sólido, e que dão a essa cultura maior força na salvaguarda da dignidade humana e na obtenção da felicidade humana. — Evangelii 60 | ” |

O Papa concluiu a sua mensagem agradecendo ao clero e a todos os fiéis por lhes manifestar em particular a sua gratidão pelos sacrifícios pessoais e financeiros pelas missões. No entanto, toda a raça humana se dirigiu a dois campos opostos, por Cristo ou contra Cristo. “A raça humana está hoje envolvida em uma crise suprema, que resultará em sua salvação por Cristo, ou em sua terrível destruição. Os pregadores do Evangelho estão usando seus talentos e energia para estender o Reino de Cristo; mas há outros pregadores que, uma vez que professam o materialismo e rejeitam toda esperança de felicidade eterna, estão tentando arrastar os homens a uma condição abjeta”.